# سوراخ تناسلی

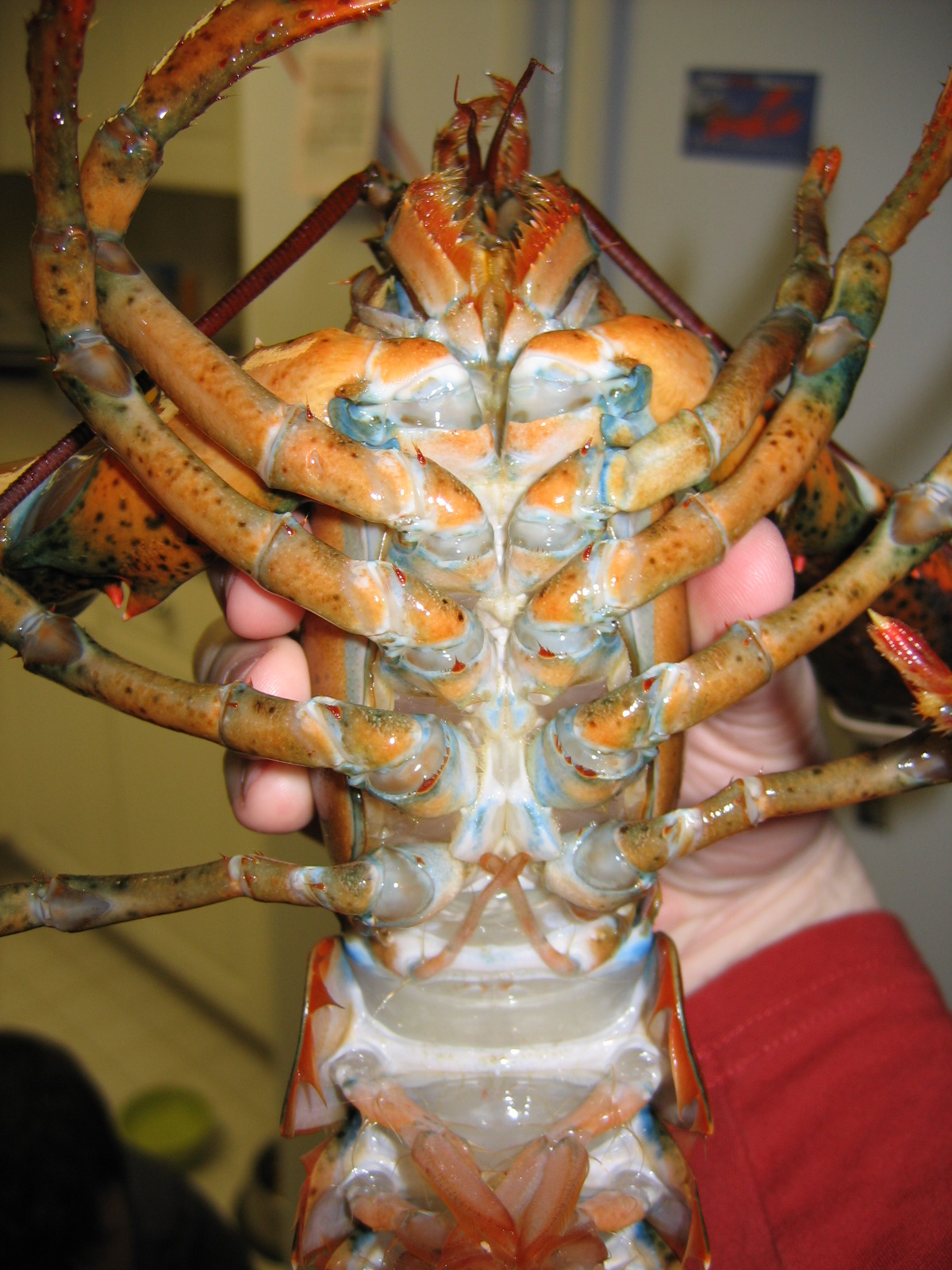
سمت شکمی (زیر) یک خرچنگ آمریکایی ماده، عضوی از رده نرم‌زرهیان. سوراخ تناسلی در پایه سومین پای راه رفتن قرار دارند و به سمت دم جانور اشاره می‌کنند.

سوراخ تناسلی (به انگلیسی: Gonopore) که گاهی گنادوپور (gonadopore) نیز نامیده می‌شود، منافذ تناسلی در بسیاری از بی‌مهرگان است. شش‌پایان، از جمله حشرات، تنها یک سوراخ تناسلی مشترک دارند، به‌جز مگس‌های یک‌روزه که دارای یک جفت از آن هستند. به‌طور مشخص‌تر، در ماده اصلاح‌نشده، دهانه مجرای تخم مشترک و در نر، دهانه مجرای انزال است.
موقعیت سوراخ تناسلی به‌طور قابل توجهی بین گروه‌ها متفاوت است، اما به‌طور کلی در درون گروه‌ها ثابت است، و اجازه می‌دهد جایگاه آن به عنوان یک «نشانگر بندی» استفاده شود. در نرم‌زرهیان، در بند ششم قفسه سینه قرار دارد. در کوتوله‌پایان در بند چهارم تنه قرار دارد. در عنکبوتیان در بند دوم پشت‌تنه قرار دارد. در حشرات و صدپایان، سوراخ تناسلی نزدیک دم جانور هستند، در حالی که در هزارپایان در بند سوم بدن پشت سر، نزدیک جفت دوم پا قرار دارند.